# Železniška proga Zagreb–Dugo Selo
Železniška proga Zagreb - Dugo Selo je ena izmed prog na Hrvaškem.

 proga Savski Marof - Zagreb

 Zagreb Glavni kolodvor

 proga Zagreb - Reka

 proga Zagreb - Novska

 Maksimir

 (Zagreb Borongaj)

 Trnava

 Čulinec

 Sesvete

 Sesvetski Kraljevec

 Dugo Selo

 proga Dugo Selo - Botovo

 proga Dugo Selo - Novska